# Sunday at Devil Dirt
Sunday at Devil Dirt — второй студийный альбом дуэта Марка Ланегана и Изобель Кэмпбелл, изданный в 2008 году.

## Об альбоме
После совместной работы над Ballad of the Broken Seas работа над Sunday at Devil Dirt не заняла у музыкантов много времени. Марк Ланеган лично приехал в родной город Изобель Кэмпбелл Глазго и записал свои вокальные партии за девять дней. В целом альбом продолжил и развил традиции, начатые в Ballad of the Broken Seas, что было положительно отмечено музыкальными критиками.

## Отзывы
Рецензент Allmusic Тим Сендра описал Sunday at Devil Dirt как «кантри-блюз и меланхолию в стиле Нэнси Синатры и Ли Хезлвуда, сдержанный британский фолк и драматические Bad Seeds-овские баллады», заметив, что «рычание Ланегана и мурлыканье Кэмпбелл делает альбом столь же увлекательным, как и Ballad of the Broken Seas». По мнению Джошуа Клейна из Pitchfork Sunday at Devil Dirt «ступает близко к мрачным записям Леонарда Коэна и Скотта Уокера конца 1960-х, с проблесками свалочного блюза Тома Уэйтса». Критик The Guardian Бетти Кларк сравнила звучание дуэта с «подростком Марианной Фейтфулл, ухаживающей за стареющим Джонни Кэшем». Энди Гилл в своём обзоре в The Independent в очередной раз отметил «пикантность контраста между дымным баритоном Ланегана и медовым воркованьем Кэмпбелл», а также написал, что тексты песен Sunday at Devil Dirt — «пёстрая команда из матросов, женихов, спасателей и меняющих формы птиц» — охватывают гораздо более широкий музыкальный спектр, чем в предшествующем альбоме.

## Список композиций
| #   | Название                    | Продолжительность |
| --- | --------------------------- | ----------------- |
| 1.  | Seafaring Song              | 3:32              |
| 2.  | The Raven                   | 4:59              |
| 3.  | Salvation                   | 3:19              |
| 4.  | Who Built the Road          | 2:55              |
| 5.  | Come on Over (Turn Me On)   | 4:41              |
| 6.  | Back Burner                 | 6:36              |
| 7.  | The Flame That Burns        | 3:38              |
| 8.  | Shotgun Blues               | 3:52              |
| 9.  | Keep Me in Mind, Sweetheart | 2:35              |
| 10. | Something to Believe        | 3:33              |
| 11. | Trouble                     | 4:49              |
| 12. | Sally, Don’t You Cry        | 2:44              |